# Eulepidotis chloris
Eulepidotis chloris là một loài bướm đêm trong họ Erebidae.